# Raja Casablanca
Raja Club Athletic Casablanca, ook wel bekend als Raja Casablanca, is een Marokkaanse voetbalclub, gevestigd in de Marokkaanse stad Casablanca. De in 1949 opgerichte club komt uit in de Botola Pro en speelt zijn thuiswedstrijden in Stade Mohammed V. De traditionele uitrusting van Raja Casablanca bestaat uit een groen en wit tenue.
Raja Casablanca won onder meer dertienmaal het landskampioenschap, acht keer de Coupe du Trône, driemaal de CAF Champions League, eenmaal de CAF Cup en tweemaal de CAF Confederation Cup. Tevens is Raja Casablanca samen met het Congolese TP Mazembe een van de twee Afrikaanse clubs die de finale wist te bereiken van het FIFA-wereldkampioenschap voor clubs, die in 2013 in eigen land verloren ging tegen Bayern München. 
De club speelt sinds 1951 onafgebroken in de hoogste klasse, bijna geen enkele andere club speelt langer onafgebroken in de Botola Maroc Telecom. 
Raja Casablanca geldt als club van de arbeidersklasse. De grote aartsrivalen van Raja zijn FAR Rabat en stadsgenoot Wydad Casablanca. De wedstrijden tussen beide clubs (Raja en Wydad) staan bekend als The Casablanca Derby. Deze derby staat overigens in de top-10 van de World Soccer Derby's

## Erelijst
| Competitie                                            | Aantal | Jaren |
| ----------------------------------------------------- | ------ | --- |
| Nationaal                                             |        | |
| Botola Pro                                            | 13x    | 1987/88, 1995/96, 1996/97, 1997/98, 1998/99, 1999/00, 2000/01, 2003/04, 2008/09, 2010/11, 2012/13, 2019/20, 2023/24 |
| Coupe du Trône                                        | 8x     | 1974, 1977, 1982, 1996, 2002, 2005, 2012, 2017                                                                      |
| Internationaal                                        |        | |
| African Cup of Champions Clubs / CAF Champions League | 3x     | 1989, 1997, 1999 |
| CAF Confederation Cup                                 | 2x     | 2018, 2021 |
| CAF Cup                                               | 1x     | 2003 |
| CAF Super Cup                                         | 2x     | 2000, 2019 |
| Afro-Azië Cup                                         | 1x     | 1998 |
| Regionaal                                             |        | |
| UNAF Club Cup                                         | 1x     | 2015 |
| Arab Club Champions Cup                               | 2x     | 2006, 2020 |
| Arab Summer Cup                                       | 1x     | 2007 |
| Abha Cup                                              | 1x     | 2004 |

## Eindklasseringen
| Seizoen   | № | Clubs | Divisie              | Duels | Winst | Gelijk | Verlies | Doelsaldo | Punten |
| --------- | - | ----- | -------------------- | ----- | ----- | ------ | ------- | --------- | ------ |
| 2008-2009 |   | 16    | Botola Maroc Telecom | 30    | 17    | 10     | 3       | 44-17     | 61     |
| 2009-2010 | 2 | 16    | Botola Maroc Telecom | 30    | 14    | 10     | 6       | 39–26     | 52     |
| 2010-2011 |   | 16    | Botola Maroc Telecom | 30    | 18    | 6      | 6       | 45–23     | 60     |
| 2011-2012 | 4 | 16    | Botola Maroc Telecom | 30    | 14    | 9      | 7       | 34–24     | 51     |
| 2012-2013 |   | 16    | Botola Maroc Telecom | 30    | 19    | 9      | 2       | 56-24     | 66     |
| 2013-2014 | 2 | 16    | Botola Maroc Telecom | 30    | 16    | 7      | 7       | 40-15     | 55     |
| 2014–2015 | 8 | 16    | Botola Maroc Telecom | 30    | 9     | 11     | 10      | 37-34     | 38     |
| 2015–2016 | 5 | 16    | Botola Maroc Telecom | 30    | 13    | 8      | 9       | 48-30     | 47     |
| 2016-2017 | 3 | 16    | Botola Maroc Telecom | 30    | 15    | 12     | 3       | 42-17     | 57     |
| 2017-2018 | 6 | 16    | Botola Maroc Telecom | 30    | 13    | 9      | 8       | 45-33     | 48     |
| 2018-2019 | 2 | 16    | Botola Maroc Telecom | 30    | 15    | 10     | 5       | 56-36     | 55     |

## Bekende (oud-)spelers
Marokkanen
- Abdelmajid Dolmy
- Mouhcine Moutouali
- Salaheddine Bassir
- Hamid Lahbabi
- Youssef Rossi
- Hicham Aboucherouane
- Marouane Zemmama
- Talal El Karkouri
- Soufiane Alloudi
- Youssef Safri
- Ahmed Bahja

Nigerianen
- Michel Babatunde

Ivorianen
- Alain Gouaméné

Kameroeners
- Francois Endene

Malinezen
- Modibo Maïga

## Bekende (oud-)trainers
- Rabah Saâdane
- Jean Thissen
- Alexandru Moldovan
- Vahid Halilhodžić
- Oscar Fulloné
- Henri Michel
- Walter Meeuws
- Ilie Balaci
- Ruud Krol